# Кораби от Неми
Корабите от Неми са 2 големи антични кораба, които император Калигула (37 – 41 г.) конструира в чест на богинята Диана.
Извадени са от езерото Неми през 1929 и 1930 г.
Имат гигантски размери спрямо малкото езеро с диаметър около 1000 м. Първият кораб е дълъг 73 м и широк 24 м, вторият е 71 м на 20 м. Вторият кораб може да пътува в двете посоки, без да се обръща.
На един от корабите има храм за Диана, който е с мраморни колони, мозаечни подове и позлатени бронзови зигли. Вторият кораб има система за топла вода за баните на борда. Корабите са с технически детайли, които едва в края на 19 век са открити отново.
Не е изяснено дали корабите след убийството на Калигула през 41 г. са потопени или са потънали по-късно. Няма антични сведения за корабите.
През Средновековието корабите са забравени, но рибари изваждат от езерото от време на време антични находки. През 1446 г. Леон Батиста Алберти се опитва да извади корабите. Той прави сал от бъчви и пуска въжета с чингили във водата. Изважда само части от голяма статуя. През 1531 г. се опитва Francesco de Marchi с подводна камбана, но изважда някои малки части. Опитите през 1827 г. и 1895 г. разрушават някои части на корабите, но дават сведения, че има два кораба в тинята на езерото: единият близо до брега на 5 до 12 м дълбочина, вторият на 200 м към средата на езерото на 15 до 20 м дълбочина.
Едва през 1924 г. започват проучванията за кампанията. В реч на 9 април 1927 г. Бенито Мусолини обявява изваждането на корабите като важна цел на правителството му. За две години реставрират един древен тунел, по който от октомври 1928 г. водата на езерото се извлича в канал в долината на Аричия, така че археолозите могат да достигнат корабите на сухото езерно дъно. Построяват и улица за транспортирането им. Така откриват и Via Virbia. На 28 март 1929 г. първият кораб се показва. Първият кораб е изваден през септември 1929 г. Вторият кораб е изваден след пет месеца в края на януари 1930 г.
Реставрираните кораби се показват на посетители през 1940 г. в новопостроен музей на брега на езерото.
През нощта на 31 май срещу 1 юни 1944 избухва пожар, при който музеят и корабите са напълно разрушени. Малкото спасени части днес са в Националния музей в Рим.